# Olimpia Teodora 2002-2003
Questa voce raccoglie le informazioni riguardanti l'Olimpia Teodora nelle competizioni ufficiali della stagione 2002-2003.

## Organigramma societario
Area direttiva
- Presidente: Roberto Manzari

Area tecnica
- Allenatore: Sergio Guerra
- Allenatore in seconda: Nurko Causević

Area sanitaria
- Medico: Maria Amadei, Renzo Raggi
- Fisioterapista: Davide Baccoli, Rita Valbonesi

## Rosa
| N° | Nome                     | Ruolo | Data di nascita   | Nazionalità sportiva |
| -- | ------------------------ | ----- | ----------------- | -------------------- |
| 1  | Gabriela Pérez del Solar | C     | 10 luglio 1968    | Italia               |
| 2  | Giulia Menichetti        | S     | 26 febbraio 1986  | Italia               |
| 4  | Francesca Babbi          | S     | 17 agosto 1985    | Italia               |
| 5  | Stacy Sykora             | L     | 24 giugno 1977    | Stati Uniti          |
| 6  | Kathleen Tilson          | S     | 30 maggio 1980    | Stati Uniti          |
| 7  | Chiara Navarrini         | P     | 2 marzo 1976      | Italia               |
| 7  | Sofia Arimattei          | S     | 17 gennaio 1981   | Italia               |
| 8  | Elena Tonelli            | P     | 27 febbraio 1982  | Italia               |
| 9  | Claudia Van Thiel        | C     | 22 dicembre 1977  | Paesi Bassi          |
| 10 | Mia Causević             | S     | 26 settembre 1986 | Italia               |
| 11 | Vania Beccaria           | S     | 24 luglio 1973    | Italia               |
| 12 | Beatrice Valpiani        | S     | 1º marzo 1986     | Italia               |
| 13 | Irina Donets             | C     | 20 agosto 1976    | Paesi Bassi          |
| 15 | Ana Paula de Tassis      | S     | 5 gennaio 1965    | Italia               |